# Nieuw-Guinese gierzwaluw
De Nieuw-Guinese gierzwaluw (Mearnsia novaeguineae) is een vogel uit de familie Apodidae (gierzwaluwen).

## Verspreiding en leefgebied
Deze soort is endemisch in Nieuw-Guinea en telt 2 ondersoorten:
- Mearnsia novaeguineae buergersi: noordelijk Nieuw-Guinea.
- Mearnsia novaeguineae novaeguineae: zuidelijk Nieuw-Guinea.